# Jung Joon-young
Jung Joon-young (hangul: 정준영; hanja: 鄭俊英; Yakarta, 21 de febrero de 1989) es un cantante, compositor y presentador surcoreano nacido en Indonesia, y convicto por delitos sexuales.

## Biografía
Es hijo de Sook Choi-jong y Chun Jung-hak, tiene un hermano mayor, Jung Joon-ha.
Habla inglés, mandarín, coreano, japonés y tagalo.
Es buen amigo de los cantantes Roy Kim y Eddy Kim. También es amigo de sus compañeros de "Drug Restaurant", de los cantantes Kim Jong-min y la actriz Clara.
Salió con Yoon Ah Ra, pero la relación terminó.
En noviembre de 2019, en el ámbito del escándalo del Burning Sun, fue sentenciado a 5 años de prisión por violación sexual en grupo y divulgación de las filmaciones por internet.

## Carrera
Previamente fue miembro de la agencia "CJ E&M Music".
Ha aparecido en sesiones fotográficas para "K Wave", "Elle", "'The Celebrity", "InStyle", "1st Look", "Cosmopolitan", "High Cut", "Sure", "Esquire", "Vogue Girl Korea", "Arena Korea", entre otros...
En 2013 participó durante la tercera temporada del programa 1 Night 2 Days.
Ese mismo año se unió a la cuarta temporada del programa We Got Married donde participó junto a la actriz Jeong Yu-mi.
En 2014 apareció como invitado en un episodio de la serie Fated to Love You donde interpretó a un DJ a través de la radio.
En 2015 participó en la vigésimo segunda temporada del programa Law of the Jungle in Samoa donde participó junto a Kim Byung-man, Yoon Doo-joon, Yong Jun-hyung, Lee Sang-yeob, Wang Ji-hye, Kang Kyun-sung, Lee Won-jong, Joon Park, Hwang Chi-yeul, Haeryung, Gong Hyun-joo y Gong Jong-hyun.
Desde ese mismo año es miembro del grupo surcoreano "Drug Restaurant" junto a sus amigos Jo Dae Min conocido como "Dammit" (guitarra), Jung Suk Won (bajo) y Lee Hyun Gyu conocido como "Drok. Q" (batería); el grupo previamente fue conocido como Jung Joon Young Band (JJY Band).
En 2016 participó por segunda vez en el programa ahora durante la vigésimo octava temporada Law of the Jungle in East Timor donde participó con Kim Byung-man, Lee Sang-min, Yoon Min-soo, Yang Yo-seob, Nara y Hwang Chi-yeul.
En mayo de 2017 se anunció que aparecería como invitado en "Gag Concert" para celebrar el episodio número 900.

## Filmografía

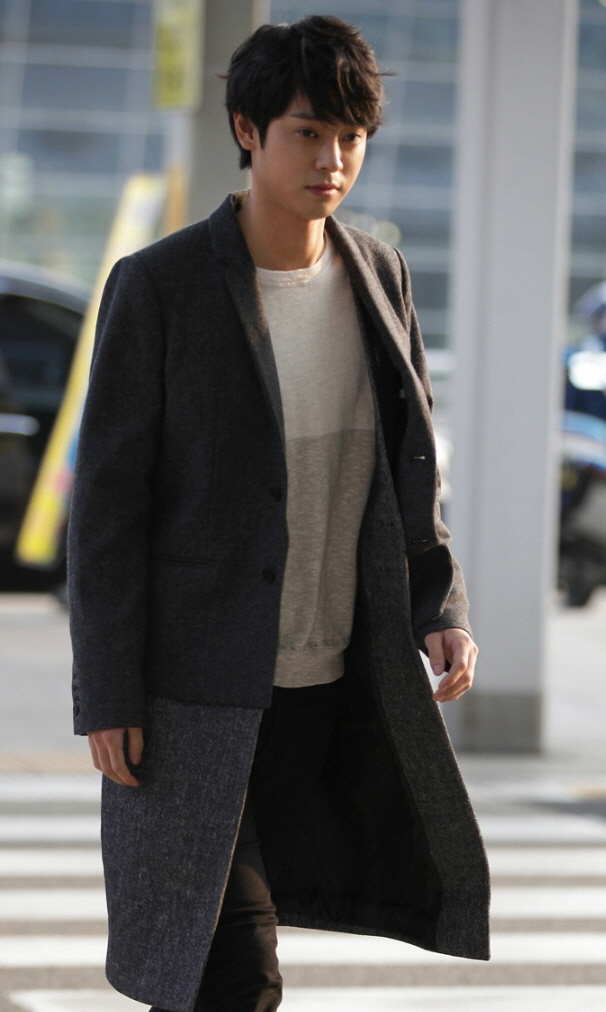
Jung Joon-young durante el "Korean Wave Fashion Festival" en 2015.

### DJ
| Año         | Título                       | Estación | Notas |
| ----------- | ---------------------------- | -------- | ----- |
| 2014 - 2015 | Jung Joon-young's Simsimtapa | MBC FM   | -     |
| 2013        | Close Friend                 | MBC FM4U | -     |
| 2013        | Hope Song at Noon            | MBC FM4U | -     |

### Programas de variedades
| Año         | Programa                            | Notas                                                       |
| ----------- | ----------------------------------- | ----------------------------------------------------------- |
| 2013 - 2019 | 1 Night 2 Days                      | miembro                                                     |
| 2018        | Law of the Jungle in Cook Islands   | 3 episodios (Ep. #299 - 301) - miembro                      |
| 2017        | Gag Concert                         | invitado                                                    |
| 2017        | A Hyung I Know                      | invitado                                                    |
| 2016        | Law of the Jungle in East Timor     | 3 episodios (Ep. #238 - 240) - miembro                      |
| 2016        | Celebrity Bromance                  | participante - junto a Roy Kim                              |
| 2016        | Hitmaker                            | miembro                                                     |
| 2016        | Hello Counselor                     | Ep. #263 - invitado                                         |
| 2016        | Mr. Baek The Homemade Food Master 2 | miembro                                                     |
| 2016        | Battle Trip                         | junto a Lee Jong-hyun y Choi Tae-joon                       |
| 2016        | I Can See Your Voice                | Ep. #5 (temporada 3) - invitado                             |
| 2015        | Law of the Jungle in Samoa          | 5 episodios (Ep. #186 - 190) - miembro                      |
| 2015        | Old House New House                 | miembro                                                     |
| 2015        | Two Young                           | miembro                                                     |
| 2014        | A Song For You                      | invitado - junto a Seo Eunkwang, Lee Changsub y Lim Hyunsik |
| 2014        | Fashion King Korea 2                | miembro - junto a Han Sang-hyuk                             |
| 2014        | The King Of Food                    | ep. #12 - invitado                                          |
| 2013        | We Got Married                      | miembro - junto a Jeong Yu-mi                               |

### Presentador
| Año  | Programa     | Notas                                       |
| ---- | ------------ | ------------------------------------------- |
| 2014 | SNL Korea    | presentador invitado                        |
| 2014 | M! Countdown | presentador invitado - junto a Ahn Jae-hyun |

### Series de televisión
| Año  | Título                  | Personaje            | Notas                                   |
| ---- | ----------------------- | -------------------- | --------------------------------------- |
| 2016 | The Sound of Your Heart | Vecino de Jo Suk     | episodio #2 ("Noisy Neighbors")         |
| 2015 | The Producers           | anti-Fan de Cindy    | episodio #10 ("Understanding Previews") |
| 2015 | The Lover               | Jung Joon-young      | 12 episodios                            |
| 2014 | Fated to Love You       | DJ                   | episodio # 8                            |
| 2013 | Monstar                 | Han Ji-woong (joven) | episodio # 9                            |

### Películas
| Año  | Título        | Personaje              | Notas                                                                                         |
| ---- | ------------- | ---------------------- | --------------------------------------------------------------------------------------------- |
| 2015 | Love Forecast | Yeom Hyo-bong / Andrew | junto a Kim So-yeon, Lee Seo-jin, Lee Seung-gi, Moon Chae-won, Park Soo Young y Ryu Hwa-young |

## Premios y nominaciones
| Año  | Categoría                              | Premio                      | Nominación | Resultado |
| ---- | -------------------------------------- | --------------------------- | ---------- | --------- |
| 2015 | Excellence Award (Variety)             | KBS Entertainment Award     | -          | Nominado  |
| 2015 | Best Airport Fashion (Singer Category) | Korea Wave Fashion Festival | -          | Ganó      |